# Iganjo (Tansania)
Iganjo ist ein Verwaltungsbezirk (Ward) des Distrikts Mbeya (CC) in der tansanischen Region Mbeya.

## Geografie
Iganjo liegt im Südwesten von Tansania, es ist ein Stadtteil im Südosten der Regionshauptstadt Mbeya. Die Grenze im Südwesten bildet die Nationalstraße T10, im Norden grenzt Iganjo an den Bezirk Igwalo und im Osten an den Distrikt Mbeya DC. Die Fläche beträgt 6,673 Quadratkilometer und bei der Volkszählung 2022 lebten hier 14.939 Menschen in 4023 Haushalten.

## Gliederung
Der Bezirk besteht aus sechs Stadtteilen (Mtaa):
- Iganjo
- Ilowe
- Ishinga
- Mwanyanje
- Ikhanga
- Itanji

## Wirtschaft und Infrastruktur
- Bildung: In Iganjo befinden sich zwei staatliche weiterführende Schulen, die Hayombo Secondary School und die Igawilo Secondary School. Beide bilden Jugendliche bis zur 4. Stufe aus.[6][7]
- Gesundheit: In Bezirk liegt das Igawilo Distrikt-Krankenhaus.[8]